# جينيفر سبنس
جينيفر سبنس (بالفرنسية: Jennifer Spence)‏ (و. 1977  م) هي ممثلة، وممثلة أفلام كندية، ولدت في تورونتو.

## وصلات خارجية
- جينيفر سبنس على موقع IMDb (الإنجليزية)
- جينيفر سبنس على موقع ألو سيني (الفرنسية)
- جينيفر سبنس على موقع أول موفي (الإنجليزية)
- جينيفر سبنس على موقع قاعدة بيانات الأفلام السويدية (السويدية)
- جينيفر سبنس على موقع قاعدة بيانات الفيلم (الإنجليزية)